# Restio laniger
Restio laniger är en gräsväxtart som beskrevs av Carl Sigismund Kunth. Restio laniger ingår i släktet Restio och familjen Restionaceae. Inga underarter finns listade i Catalogue of Life.